# Idiocera (Idiocera) lordosis
Idiocera (Idiocera) lordosis is een tweevleugelige uit de familie steltmuggen (Limoniidae). De soort komt voor in het Afrotropisch gebied.